# 九〇式二号水上偵察機
九〇式二号水上偵察機
佐世保海軍航空隊所属の九〇式二号水偵
- 用途：水上偵察機
- 製造者：中島飛行機、川西航空機
- 運用者：大日本帝国海軍
- 生産数：152機
- 生産開始：1930年（昭和5年）10月
- 運用状況：退役

九〇式二号水上偵察機（きゅうれいしきにごうすいじょうていさつき）は、中島飛行機が開発し、1931年（昭和6年）に制式採用された日本海軍の水上偵察機である。機体略番は「E4N」。

## 概要
一五式水上偵察機の後継機の開発は中島と愛知航空機の競作となったが、中島はアメリカのヴォート社から製造権を取得したのO2U コルセア観測機を国産化する形で対応することにした。ただ、原型機をそのまま国産するのではなく、エンジンはイギリスのブリストル社のジュピターエンジンを国産化したとされる「寿」エンジンを搭載し、機体各部の強化や艤装の海軍様式化を行っていた。その後細部の改修に1年程かけ、愛知製の機体（九〇式一号水上偵察機（E3A））とともに昭和6年12月に九〇式二号水上偵察機二型（E4N2）として制式採用された。
九〇式二号水上偵察機一型（E4N1）は、中島が独自に開発した純国産の双フロート機だったが（中島がO2Uを双フロート機に改造したという説は間違い）、重量や空気抵抗の増加により、単フロート機と較べて性能が劣ったために、試作機が2機生産されたのみで不採用となった。この試作機の内の1機は、「第11義勇号」として海防義会に納入された後に、民間に払い下げられて、機体後部に2座席を設けて密閉型の風防を取り付けるなど、三座機に改造され（E4N1改）、東京航空輸送株式会社の水上旅客輸送機として運用された。
九〇式二号偵察機三型（E4N2-C）は、二型の単フロートを取り除き、固定脚の車輪と尾橇を取り付けて陸上機にした機体（そもそも原型のO2Uが固定脚の車輪と単フロートを換装できる仕様だった）。後に九〇式二号偵察機三型の設計を改修して、日本航空輸送株式会社の単座機の中島式P-1郵便機が開発されている。
九〇式二号偵察機三型の制式採用に合わせ、九〇式二号水上偵察機二型も九〇式二号偵察機二型に改称された。
九〇式二号偵察機三型の尾部に着艦フックを取り付けた物が九〇式二号艦上偵察機（E4N3）と呼ばれ、艦上爆撃機の運用の研究や、戦闘機の代用や、訓練や、陸上基地と航空母艦との間の連絡などに、少数機が短期間運用された。
九〇式二号水上偵察機は、操縦性、実用性に優れた機体だったため、近距離用複座水上偵察機として実戦部隊では好評で、支那事変の初期まで使用された。中国機と最初の空戦を行った海軍機であり、フロートで空中衝突を敢行し敵機を撃墜している。その後、後継機である九五式水上偵察機と交替して退役した。総生産数は152機で、その内67機は川西航空機が製作した。

## スペック
E4N2（二型）
- 全長：8.86 m
- 全幅：10.976 m
- 全高：3.967 m
- 全備重量：1,800 kg
- 自重　　：1,252 kg
- 主翼面積：29.66 m2
- 最高速度：232 km/h
- 乗員：2名
- 発動機：中島 寿二型改一 空冷9気筒 580hp
- 航続距離：1,019k m
- 武装：
  - 7.7 mm機銃×2
  - 爆弾60 kg